# Pardosa subalpina
Espèce
Pardosa subalpina est une espèce d'araignées aranéomorphes de la famille des Lycosidae.

## Distribution
Cette espèce est endémique de Suisse.

## Publication originale
- Schenkel, 1918 : Neue Fundorte einheimischer Spinnen. Verhandlungen der Naturforschenden Gesellschaft in Basel, vol. 29, p. 69-104 (texte intégral).